# Prosthechea mejia
Prosthechea mejia är en orkidéart som först beskrevs av Carl Leslie Withner och Patricia A. Harding, och fick sitt nu gällande namn av Wesley Ervin Higgins. Prosthechea mejia ingår i släktet Prosthechea och familjen orkidéer.
Artens utbredningsområde är Colombia. Inga underarter finns listade i Catalogue of Life.